# Vicariato apostólico de Pucallpa
El vicariato apostólico de Pucallpa (en latín: Vicariatus Apostolicus Pucallpaënsis) es una circunscripción eclesiástica de la Iglesia católica en Perú. Se trata de un vicariato apostólico latino, inmediatamente sujeto a la Santa Sede. Desde el 31 de julio de 2019 su vicario apostólico es el obispo Augusto Martín Quijano Rodríguez, de la Pía Sociedad de San Francisco de Sales.

## Territorio y organización
El vicariato apostólico tiene 52 168 km² y extiende su jurisdicción sobre los fieles católicos de rito latino residentes en las provincias de Coronel Portillo, Padre Abad y parte de la de Atalaya del departamento de Ucayali y la parte oriental de la provincia de Puerto Inca en el departamento de Huánuco.
La sede del vicariato apostólico se encuentra en la ciudad de Pucallpa, en donde se halla la Catedral de la Inmaculada Concepción.
En 2022 en el vicariato apostólico existían 20 parroquias.

## Historia

### Antecedentes
La Congregación para la Propagación de la Fe atendió el pedido por decreto Cum interior del 5 de febrero de 1900 y erigió tres prefecturas apostólicas: una de las cuales era la de San Francisco del Ucayali. 
La prefectura apostólica Central o de San Francisco del Ucayali fue encomendada a los Frailes Menores. El nombramiento de prefecto apostólico recayó en Antonio Batlle.

### Vicariato apostólico
El vicariato apostólico de Pucallpa fue erigido el 2 de marzo de 1956 con la bula Cum petiierit del papa Pío XII, tras la división del vicariato apostólico de Ucayali, que fue suprimido.

## Estadísticas
Según el Anuario Pontificio 2023 el vicariato apostólico tenía a fines de 2022 un total de 462 000 fieles bautizados.
| Año                                                                             | Población            | Población | Población      | Sacerdotes | Sacerdotes    | Sacerdotes    | Bautizados por sacerdote | Diáconos permanentes | Religiosos | Religiosos | Parroquias |
| Año                                                                             | Bautizados católicos | Total     | % de católicos | Total      | Clero secular | Clero regular | Bautizados por sacerdote | Diáconos permanentes | Varones    | Mujeres    | Parroquias |
| ------------------------------------------------------------------------------- | -------------------- | --------- | -------------- | ---------- | ------------- | ------------- | ------------------------ | -------------------- | ---------- | ---------- | ---------- |
| 1966                                                                            | 62 000               | 70 000    | 88.6           | 22         |               | 22            | 2818                     |                      |            | 51         | 7          |
| 1970                                                                            | 90 000               | 100 000   | 90.0           | 18         |               | 18            | 5000                     |                      | 18         | 50         |            |
| 1976                                                                            | 101 600              | 130 000   | 78.2           | 18         | 1             | 17            | 5644                     |                      | 22         | 43         | 2          |
| 1980                                                                            | 130 000              | 200 000   | 65.0           | 15         | 1             | 14            | 8666                     |                      | 19         | 48         |            |
| 1990                                                                            | 210 000              | 260 000   | 80.8           | 17         |               | 17            | 12 352                   |                      | 19         | 33         | 15         |
| 1999                                                                            | 323 400              | 420 000   | 77.0           | 19         | 3             | 16            | 17 021                   |                      | 32         | 33         | 18         |
| 2000                                                                            | 336 490              | 437 000   | 77.0           | 19         | 3             | 16            | 17 710                   |                      | 32         | 34         | 18         |
| 2001                                                                            | 345 000              | 447 000   | 77.2           | 20         | 4             | 16            | 17 250                   |                      | 32         | 34         | 18         |
| 2002                                                                            | 355 740              | 462 500   | 76.9           | 21         | 5             | 16            | 16 940                   |                      | 32         | 34         | 19         |
| 2003                                                                            | 366 905              | 476 500   | 77.0           | 19         | 4             | 15            | 19 310                   |                      | 30         | 32         | 19         |
| 2004                                                                            | 377 912              | 490 795   | 77,0           | 20         | 4             | 16            | 18 895                   |                      | 31         | 32         | 19         |
| 2010                                                                            | 408 000              | 531 000   | 76.8           | 33         | 15            | 18            | 12 363                   |                      | 31         | 25         | 22         |
| 2014                                                                            | 419 693              | 601 363   | 69.8           | 31         | 17            | 14            | 13 538                   |                      | 14         | 40         | 27         |
| 2017                                                                            | 434 600              | 621 580   | 69.9           | 27         | 19            | 8             | 16 096                   |                      | 8          | 34         | 26         |
| 2020                                                                            | 450 740              | 644 575   | 69.9           | 23         | 15            | 8             | 19 597                   | 6                    | 16         | 40         | 38         |
| 2022                                                                            | 462 000              | 660 000   | 70.0           | 23         | 18            | 5             | 20 086                   | 5                    | 6          | 35         | 32         |
| Fuente: Catholic-Hierarchy, que a su vez toma los datos del Anuario Pontificio. |                      |           |                |            |               |               |                          |                      |            |            |            |

## Episcopologio
- Joseph Gustave Roland Prévost Godard, P.M.E. † (11 de noviembre de 1956-23 de octubre de 1989 retirado)
- Juan Luis Martin Buisson, P.M.E. (23 de octubre de 1989 por sucesión-8 de septiembre de 2008 retirado)
- Gaetano Galbusera Fumagalli, S.D.B. (8 de septiembre de 2008 por sucesión-31 de julio de 2019 ritirato)
- Augusto Martín Quijano Rodríguez, S.D.B., desde el 31 de julio de 2019